# Munirabad
Munirabad is een census town in het district Koppal van de Indiase staat Karnataka. 

## Demografie
Volgens de Indiase volkstelling van 2001 wonen er 8113 mensen in Munirabad, waarvan 51% mannelijk en 49% vrouwelijk is. De plaats heeft een alfabetiseringsgraad van 75%. 